# Synclerostola incana
Synclerostola incana är en fjärilsart som beskrevs av Köhler 1945. Synclerostola incana ingår i släktet Synclerostola och familjen nattflyn. Inga underarter finns listade i Catalogue of Life.